# فرودگاه کاوومو
فرودگاه کاوومو (به انگلیسی: Kavumu Airport) (به زبان بومی: Bukavu Kuvumu Airport) یک فرودگاه همگانی با کد یاتا BKY است که یک باند فرود آسفالت دارد و طول باند آن ۲۰۰۰ متر است. این فرودگاه در کشور جمهوری دموکراتیک کنگو قرار دارد و در ارتفاع ۱۷۲۰ متری از سطح دریا واقع شده است.

## شرکت‌های هواپیمایی و مقصدهای پروازی

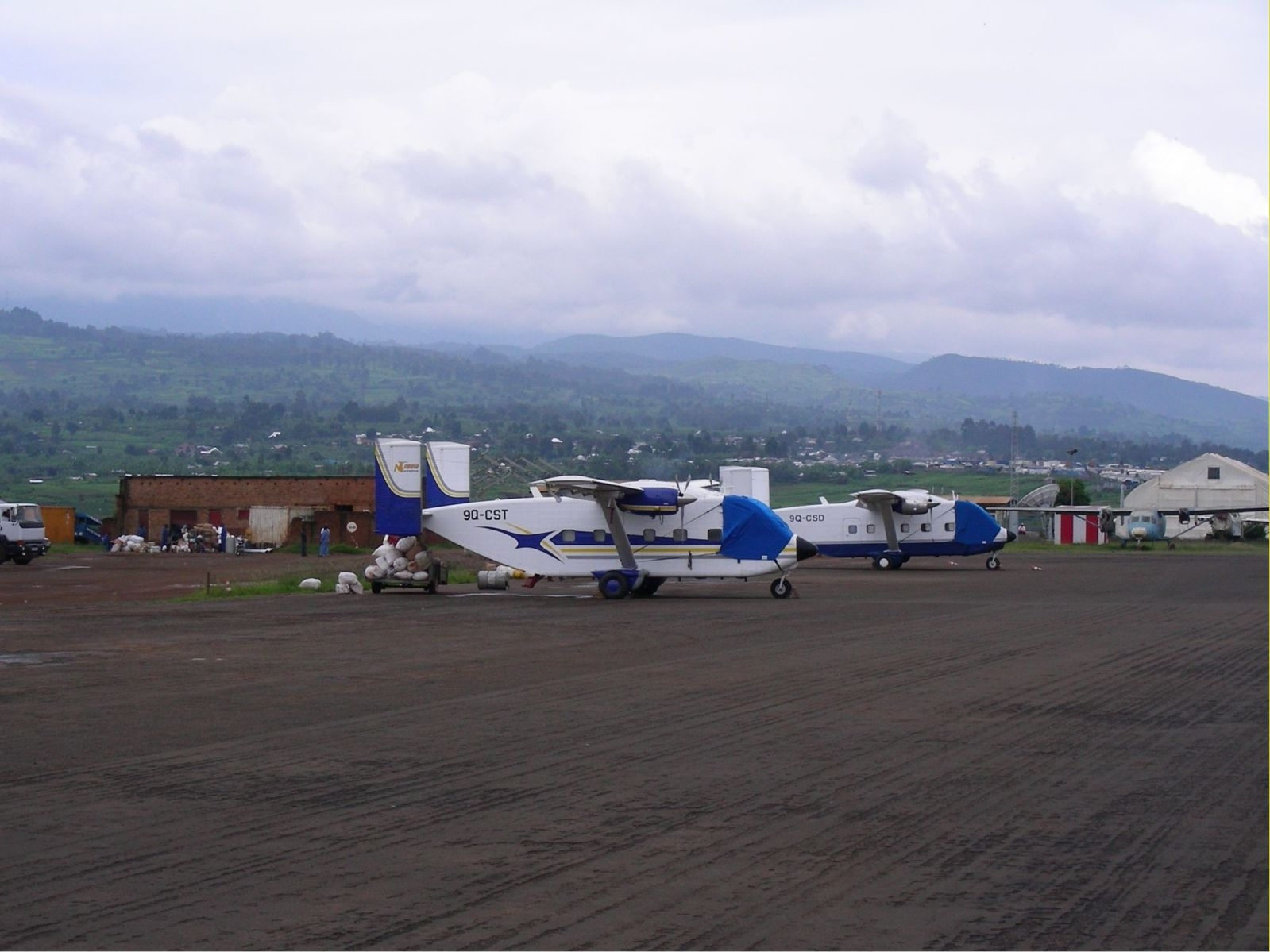
Plans at the Kavumu Airport.

| شرکت‌های هواپیمایی              | مقصدهای پروازی                  |
| ------------------------------ | ------------------------------- |
| Compagnie Africaine d'Aviation | گوما، کلیمی، Kongolo، لوبوم‌باشی |